# وارتمانشتتن
وارتمانشتتن (به آلمانی: Wartmannstetten) یک منطقهٔ مسکونی در اتریش است که در ناحیه نوین‌کیرشن واقع شده‌است. وارتمانشتتن ۱٬۶۷۵ نفر جمعیت دارد.